# 馬自達Flair Crossover
馬自達Flair Crossover（日语：マツダ・フレアクロスオーバー）是2014年起由日本馬自達汽車公司委託鈴木汽車代工生產、貼上馬自達廠徽銘牌的輕型車，這款車是以鈴木Hustler為基礎而開發出來的，僅限日本國內市場銷售。

## 歷史

### 第一代MS31S型（2014年-2020年）
2014年 - 長年以來馬自達和鈴木汽車之間存在著輕型車OEM代工的協議，這款以鈴木Hustler為基礎而開發的輕型車於2013年12月26日正式發表上市。上市初期時兩者不論外觀或內裝完全一樣，差別只在廠徽銘牌不同而已，這一點和類似車款馬自達AZ-Offroad相同。
動力方面分成兩種：自然進氣的658c.c.直列三缸DOHC VVT R06A型引擎，最大馬力52ps / 6,000rpm、扭力峰值6.4kgf・m / 4000rpm；配備渦輪增壓器和中冷器的658c.c.直列三缸DOHC R06A型引擎，最大馬力64ps / 6,000rpm、最大扭力9.7kgf・m / 3,000rpm。至於變速箱系統，則採用日產汽車與Jatco（（日語）ジヤトコ株式会社）共同開發的CVT系統。
該款車除了怠速熄火系統，尚配置了eNe-CHARGE動能回收系統（（日語）エネチャージ減速エネルギー回生技術），可將車輛減速時的引擎動力轉成電力儲存在鉛酸蓄電池及鋰離子電池，等行駛時再供電給車內的電氣部品；其他還有「Eco-Cool」蓄冷技術（（日語）エコクール），可維持怠速時車室內的溫度。標準配備有雷達煞車輔助系統、緊急煞車信號、DSC車身動態穩定系統、TCS循跡控制系統、HDC（Hill Descent Control）陡坡緩降控制系統（4WD車型）等。
2015年 - 5月14日部分改良，原「eNe-CHARGE」動能回收系統的馬達改為ISG整合式啟動馬達（Integrated Starter Generator之縮寫）與鋰電池的「S-eNe-CHARGE」，另變更一種車色。12月18日再度部分改良，主動式安全系統方面新增雙攝影鏡頭，當中包含車道偏離警示系統、前方碰撞預警系統（含自動煞車）、前方車輛移動警告、車輛路線不穩警告與油門誤踩警告系統等配備。此外，助手席加熱功能成為全車系標配，多功能按鍵方向盤則為「XS」和「XT」車型之標配。

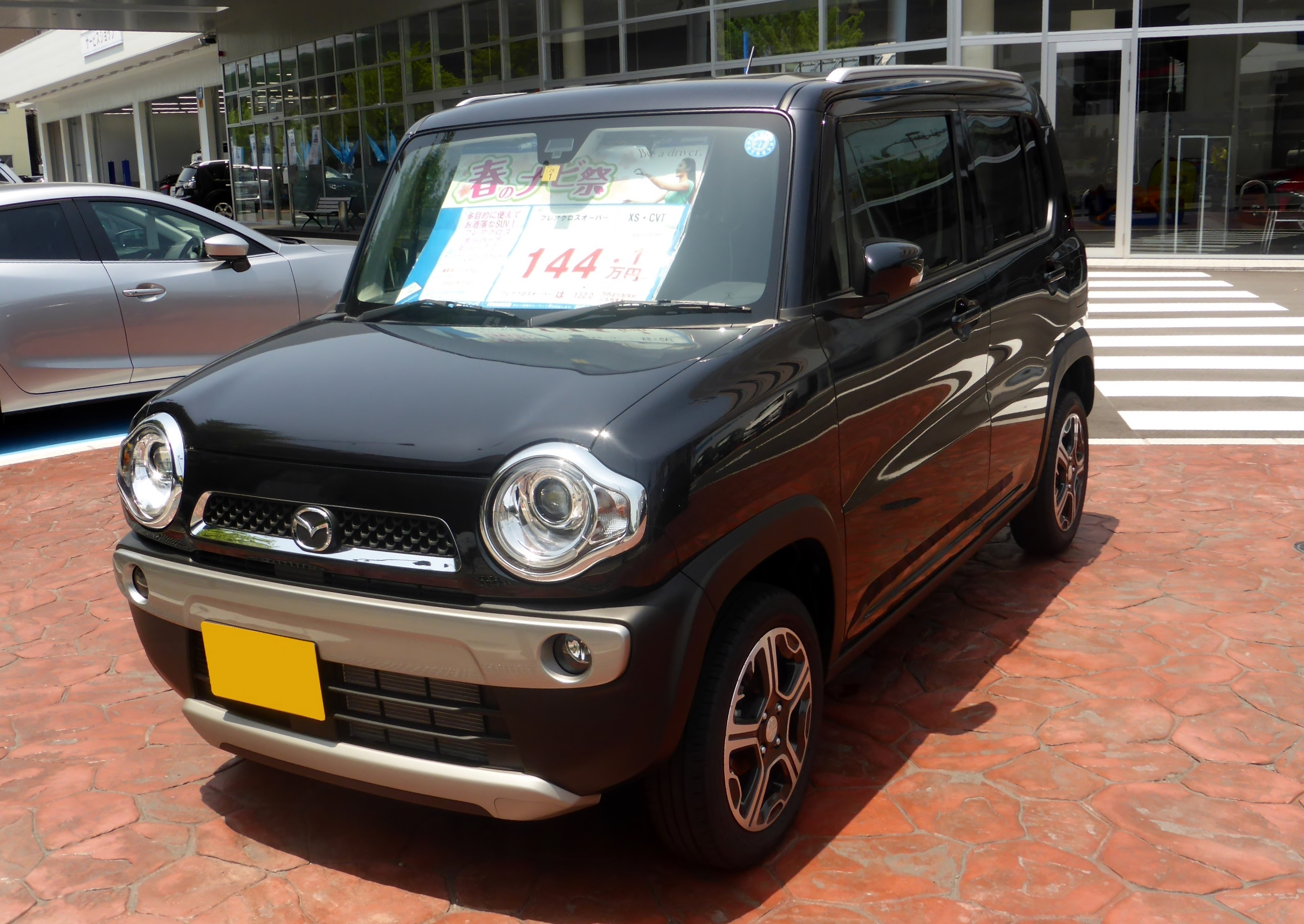
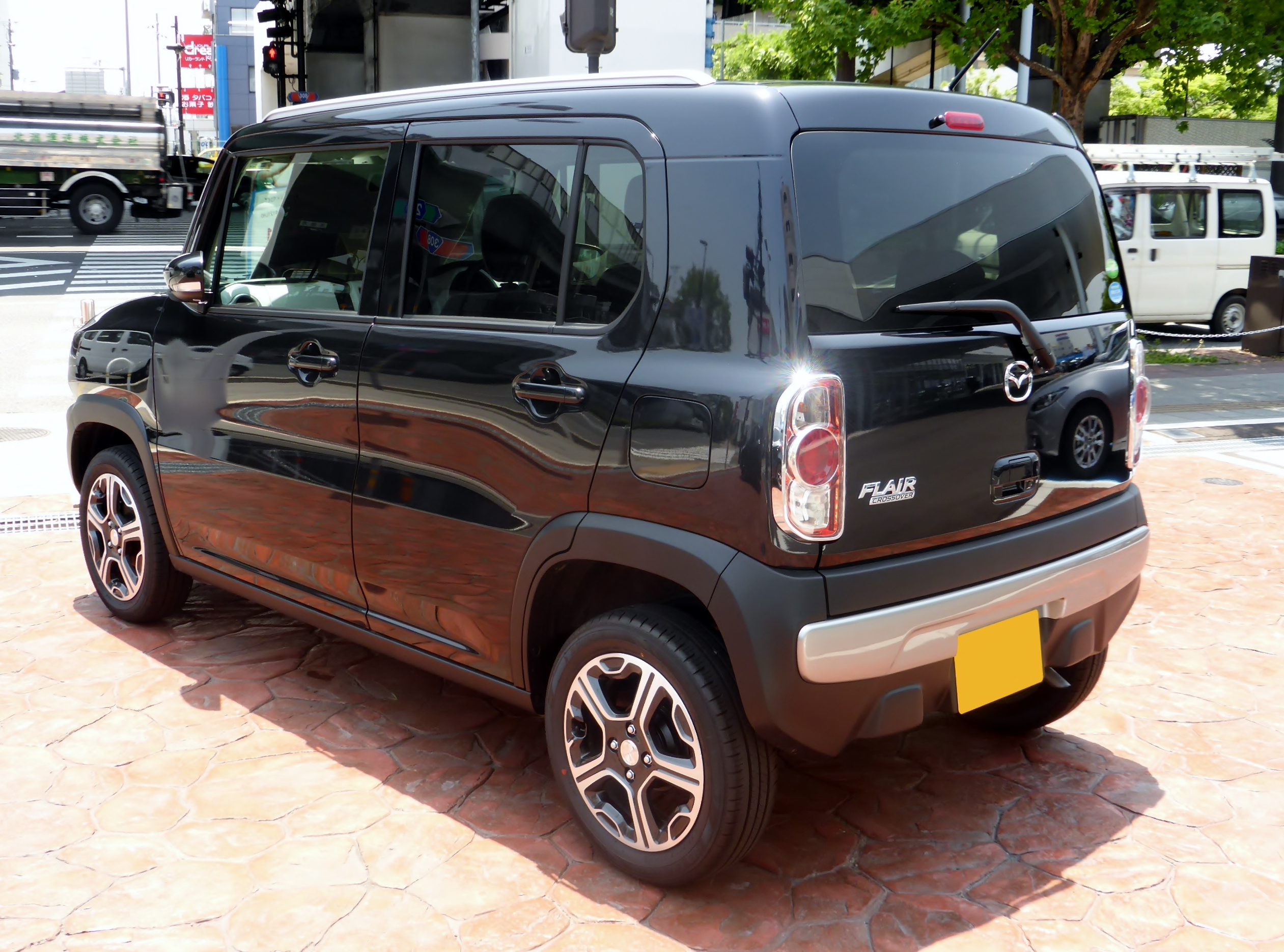
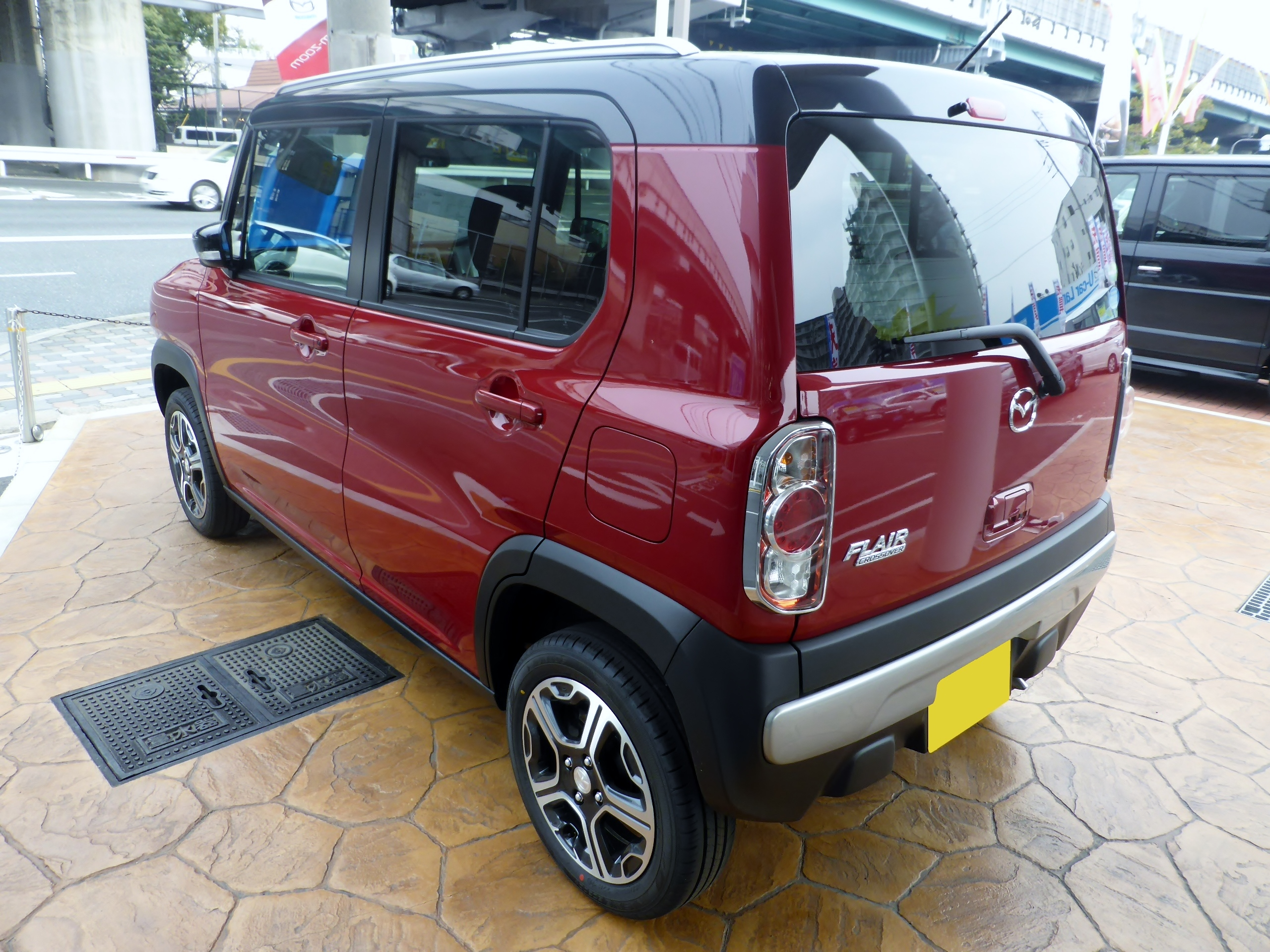
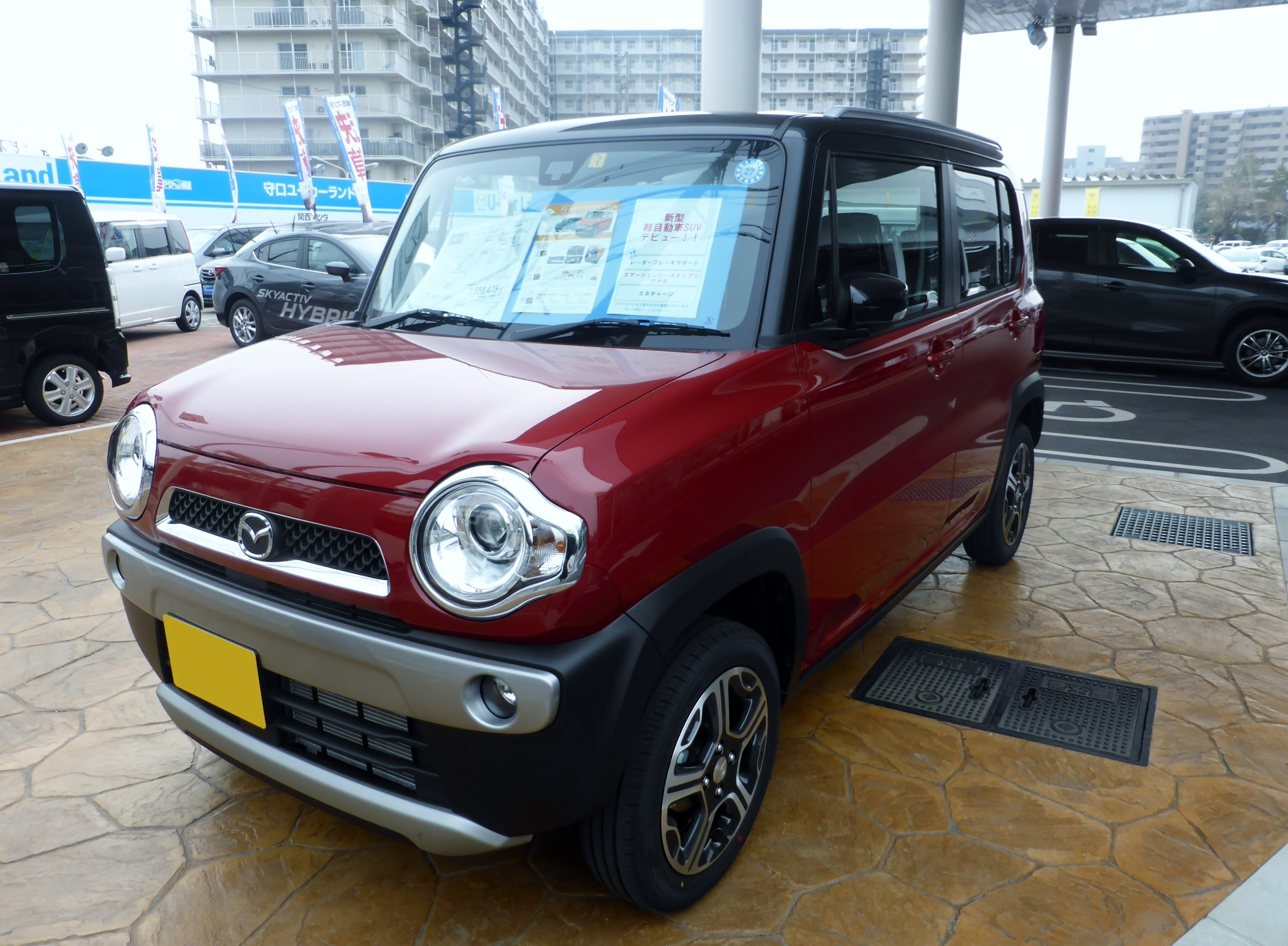

2017年 - 5月變更紫色的車身塗裝。

## 外部連結
- （日語）日本官方網站 （页面存档备份，存于）